# Perú Bicentenario
Perú Bicentenario fue un grupo parlamentario de izquierda del Congreso de la República del Perú. Formado en junio del 2022 por congresistas renunciantes de la bancada de Perú Libre.

## Historia
El presidente y primer vocero Jorge Marticorena, el parlamentario detrás de la creación del grupo, decide renunciar al grupo Perú Libre el 26 de mayo de 2022, cuando el Congreso de la República aprueba la censura de la ministra Betssy Chávez.
Debido a la crisis de gobierno de mayo de 2022, y la ola de renuncias de las diferentes líneas dentro del grupo Perú Libre (la creación del Bloque Magisterial), los tres congresistas Jorge Coayla, Elías Varas y Víctor Cutipa también decidieron salir de Perú Libre.
El 8 de junio del 2022, el congresista José María Balcázar también anunció su renuncia al grupo parlamentario del Perú Libre.
El mismo día, los cinco congresistas renunciaron debido al cambio del gobierno y las líneas dentro del Perú Libre, y anuncian la creación de un nuevo grupo parlamentario.
Se nombran dos voceros del grupo, los dos parlamentarios Víctor Cutipa y Elías Varas.

## Posición
El grupo puede ser designado como de izquierda. Todos los parlamentarios se declaran en desacuerdo y divergencia con la actitud y relaciones de Waldemar Cerrón y Perú Libre en el Congreso de la República y la evolución de la relación con el entonces presidente Pedro Castillo.
Sin embargo, declaradón su apoyo a las acciones del expresidente Pedro Castillo y su gobierno. El grupo anuncia las principales medidas que llevará a cabo, estas se clasifican como de izquierda y cercanas a las ideas de Perú Libre, como la reforma constitucional, la soberanía alimentaria, la lucha contra la corrupción, un aumento de los impuestos para los más ricos y el libre acceso a la educación y la salud. Actualmente son parte de la oposición al gobierno de la presidenta Dina Boluarte.

## Miembros

### Composición (2022-2024)
| Congresista | Congresista         | Partido político | Circunscripción |
| ----------- | ------------------- | ---------------- | --------------- |
|             | Jorge Marticorena   | Perú Libre       | Ica             |
|             | Víctor Cutipa       | Independiente    | Moquegua        |
|             | Elías Varas         | Perú Libre       | Áncash          |
|             | Jorge Coayla        | Perú Libre       | Moquegua        |
|             | José María Balcázar | Perú Libre       | Lambayeque      |
|             | Guido Bellido       | Perú Libre       | Cusco           |

### Composición (2024-presente)
| Congresista | Congresista         | Partido político | Circunscripción |
| ----------- | ------------------- | ---------------- | --------------- |
|             | Jorge Marticorena   | Perú Libre       | Ica             |
|             | Elías Varas         | Perú Libre       | Áncash          |
|             | Jorge Coayla        | Perú Libre       | Moquegua        |
|             | José María Balcázar | Perú Libre       | Lambayeque      |
|             | Guido Bellido       | Perú Libre       | Cusco           |